# Apice e pedice
L'apice e il pedice (detti anche, rispettivamente, esponente e deponente) sono due stili di formattazione tipografica che rispetto al testo normale prevedono una dimensione inferiore e un posizionamento rispetto alla linea di base leggermente rialzato nel primo caso, e abbassato nel secondo.
Questo stile è tipicamente usato in matematica, in formule o espressioni, o in chimica, nelle formule di composti o nella specificazione degli isotopi, o anche nel testo generico, per realizzarvi riferimenti interni come le note.
Nella tipografia professionale, sia essa cartacea o digitale, per mantenere la coerenza di aspetto anche nel peso fra i caratteri normali e quelli, più piccoli, in apice o in pedice, il peso di questi ultimi è di solito lievemente aumentato, similmente a quanto accade per il maiuscoletto.

## Esempi
L'immagine di seguito mostra un esempio dei più comuni usi di apice e pedice, utilizzando il carattere Minion Pro.
Oltre all'apprezzabile differenza di peso, è possibile identificare il posizionamento tipico a seconda dei differenti usi.
Alcuni apici sono più alti della spalla superiore, come gli esponenti matematici; altri completamente compresi nella parte ascendente, come l'indicatore ordinale anglosassone.
Quanto ai pedici, alcuni sono più alti della linea di base, come il denominatore della frazione in notazione diagonale; e altri che la oltrepassano occupando anche la parte discendente, come il numero di atomi nella formula chimica dell'acqua o il pedice matematico della {\displaystyle x}.